# صعود موسى
كتاب صعود موسى ويسمى أيضاً عهد موسى هو كتاب يهودي أبوكريفي مزور النسبة لا يعرف مؤلفه الحقيقي أو تأريخ تأليفه. يعرف من مخطوطة لاتينية من القرن السادس اكتشفها أنتونيو تشرياني في المكتبة الأمبروسية في ميلان في منتصف القرن التاسع عشر وطبعها في 1861. وحسب الترجمة الحرفية للعبارات يعتقد أن النسخة اللاتينية ترجمة عن اليونانية التي كانت على الأرجح ترجمة من العبرية. يتألف النص من اثني عشر فصلا يدعى أنها نبؤات سرية أوحاها موسى إلى يوشع قبل تسليم قيادة الإسرائيليين إليه.
يوضع تاريخ اليهود باختصار حتى القرن الأول الميلادي بشكل نبؤات بعد الحدث، وهناك وصف لرجل لاوي وأبنائه السبعة الذين اختبؤوا في كهف لتجنب التأثيرات الهيلينية. ولهذا يعتبره معظم العلماء من مؤلفات القرن الأول الميلادي بشكل يعاصر الأشخاص الموصوفين. لكن هناك عدد من العلماء الذين يرجعونه للقرن الأول قبل الميلاد ويقترحون أن العبارات المشيرة للقرن الأول إضافات لاحقة.

## مواقع خارجية
- (بالإنجليزية) نص كتاب صعود موسى